# 李太后 (後蜀高祖)
李太后（？—965年），太原人，五代十国後蜀高祖孟知祥貴妃，後主孟昶之母。

## 生平
李氏原為後唐莊宗李存勗登基前的姬妾，后被赐给孟知祥。另说李氏是孟知祥妻福庆长公主的“媵”。
唐天祐十六年（919年）十一月十四日，李氏在太原生下孟知祥第三子孟昶。孟知祥镇守蜀地时，李氏与其子孟昶及孟知祥妻福庆长公主一同入于蜀。
她明辨识大体，初封夫人。明德元年（934年），進貴妃。及後主孟昶稱帝後，尊為皇太后。她有识人之明，因孟昶用将失当，指出：“我昔见庄宗跨河与梁战，及先帝在太原时平二蜀，诸将非有大功不得典兵，故士卒畏服。今王昭远出于厮养，伊审征、韩保贞、赵崇韬皆膏粱乳臭子，素不习兵，仅以旧恩置于人上，平时谁敢言！一旦疆场有事，安能御大敌！以我观之，惟有高彦俦是太原旧人，终不负汝，自馀无足任者。”后主不能从，但后来北宋灭蜀之际，果然唯有高彦俦以身殉国。後蜀被滅，随後主入宋，宋太祖以礼待之，送以汤药，数命肩舆入宫，並称其为國母，更称若李太后思乡，可助其归蜀。李太后称故乡在北汉都城太原，希望叶落归根，宋太祖认为李太后此言是吉兆，很高兴，承诺平定北汉就如李太后所愿，并厚加赐赍。後主死后，李太后不哭，以酒酹地：“你不能死社稷，贪生以至今日。我所以忍着不死，是因为你在。现在你已经死了，我还活着做什么！”绝食，数日后亡，宋太祖闻而伤之，赙赠加等，令鸿胪卿范禹偁护丧事，与孟昶同葬洛阳，诏发奉义甲士千人护送。

## 影視形象

### 電視劇
| 年份   | 地區 | 作品         | 演員 |
| 1995年 | 台湾 | 《情剑山河》 | 未知 |

## 备注
1. ↑  《旧五代史》原文[1]称李氏为李存勗“嫔御”，而李存勗在位时间为923年5月13日至926年5月15日，而李氏早在919年已生下孟昶。
2. ↑  《十国春秋》原文[3]：一云瓊華長公主之媵[……]瓊華長公主[……]曰婢有福相當生貴子[……]。李氏当是陪嫁婢女。
3. ↑  按孟知祥妻福庆长公主墓志铭，孟昶为孟知祥第五子，可能孟知祥前两个儿子早夭没有序齿。